# FC Honka Espoo
El FC Honka Espoo és un club de futbol finlandès de la ciutat d'Espoo, al districte de Tapiola.

## Història
El club va ser fundat originàriament el 1957 amb el nom de Tapion Honka, adoptant el nom de FC Honka el 1975. Va ascendir per primer cop a la primera divisió de la Lliga finlandesa de futbol en finalitzar la temporada 2005.

## Palmarès
- Copa finlandesa de futbol (1):
  - 2012

- Copa de la Lliga finlandesa de futbol (2):
  - 2010, 2011

## Futbolistes destacats
- Roni Porokara
- Tomi Maanoja
- Hannu Patronen
- Sergei Terehhov